# آپولو ۱۱ (فیلم ۲۰۱۹)
آپولو ۱۱ (انگلیسی: Apollo 11) یک فیلم مستند آمریکایی به کارگردانی، تهیه‌کنندگی و تدوین تاد داگلاس میلر محصول سال ۲۰۱۹ است. این فیلم روی آپولو ۱۱ در سال ۱۹۶۹ نخستین مأموریت فضایی که در آن انسان روی ماه پا گذاشت، تمرکز می‌کند. این فیلم تنها متشکل از صحنه‌های آرشیوی، شامل فیلم ۷۰ میلی‌متری که پیشتر برای عموم منتشر نشده بود، است و روایت، مصاحبه و بازآفرینی‌های مدرن ندارد. موشک سترن ۵، خدمه آپولو متشکل از باز آلدرین، نیل آرمسترانگ و مایکل کالینز و مهندسان فعالیت‌های عملیاتی زمینی برنامه فضایی آپولو به طور برجسته‌ای در فیلم حضور دارند.